# Buellia morsina
Buellia morsina är en lavart som beskrevs av A. Nordin. Buellia morsina ingår i släktet Buellia och familjen Physciaceae.   Inga underarter finns listade i Catalogue of Life.